# Mont Kongō
El Mont Kongō (en japonès, Kongōsan 金剛山) és una muntanya en l'antiga província japonesa d'Kawachi, al sud-est de l'actual prefectura d'Osaka. És a prop del Mont Katsuragi.
Hom pot ascendir a la muntanya des de Chihaya-Akasaka amb el telefèric Kongōsan Rōpuwei (金剛山ロープウェイ en japonès), de propietat municipal. Obert el 1966, recorre una alçada vertical de 267 metres en un recorregut d'1,3 km.
En l'armada japonesa és costum batejar els vaixells de guerra amb noms de muntanyes, i el d'aquesta l'han dut la corbeta Kongō (1877), el cuirassat Kongō (1912) i la classe que aquest encapçalà (compresa pel Kongō, el Hiei, el Kirishima i el Haruna), i l'actual destructor Kongō (DDG-173), que també denomina la seva classe (Kongō, Kirishima, Myōkō i Chōkai). També ha donat nom a dues espècies, una de vegetal, el bambú Pleioblastus kongosanensis i una d'animal, el dípter Eumerus kongosanensis.